# Mathew B. Brady
Mathew B. Brady (Warren County, Nova York, ca. 1822 - Nova York, 15 de gener de 1896) va ser un fotògraf nord-americà.

## Biografia
Fill d'immigrants irlandesos, va anar a Nova York als 17 anys, i el 1844 va aconseguir tenir el seu propi estudi fotogràfic en aquesta ciutat, obrint el 1845 una sèrie d'exposicions de retrats de famosos nord-americans. El 1849 Brady va obrir un altre estudi, però aquesta vegada a Washington DC, on va conèixer a Juliette Handy, que va ser la seva esposa a partir de 1851. Brady emprava per als retrats el daguerrotip, guanyant diversos premis pel seu treball.
Brady es va esforçar per documentar la Guerra Civil Nord-americana amb un gran equip fotogràfic, per aquesta finalitat va invertir una gran summa de diners, entre altres despeses per contractar a més de 20 fotògrafs que recorreguessin tot el país: Alexander Gardner, James Gardner, Timothy H. O'Sullivan, William Pywell, George N. Barnard i divuit homes més. Generalment, Brady es quedava a Washington DC. organitzant-ho tot. A partir dels anys '50, Brady va perdre la vista gradualment.c 
El 1863, Brady va realitzar una exhibició de fotografies de la Batalla de Antietam, a la seva galeria de Nova York, titulada "La mort de Antietam". Moltes de les imatges d'aquesta galeria eren fotografies de cadàvers, sent la primera vegada que es mostrava la realitat de la guerra de primera mà.
Brady va realitzar molts retrats d'oficials de la Unió, com com Ulysses S. Grant, Nathaniel Banks, Carlos Buell, Ambrose Burnside, Benjamin Butler, George Custer, David Farragut, John Gibbon, Winfield Hancock, Samuel P. Heintzelman, Joseph Hooker, Oliver Howard, David Hunter, John Logan, Irvin McDowell, George McClellan, James McPherson, George Meade, David Dixon Porter, William Rosecrans, John Schofield, William Sherman, Daniel Sickles, Henry Warner Slocum, George Stoneman, Edwin V. Sumner, George Thomas, Emory Upton, James Wadsworth, y Lew Wallace. També va fotografiar als confederats: P.G.T. Beauregard, Stonewall Jackson, Lord Lyons, James Henry Hammond y Robert E. Lee. També va tenir l'oportunitat de fotografiar en diverses ocasions a Abraham Lincoln.
Brady es va gastar més de 100 000 dòlars per crear 10 000 fotografies. Va intentar vendre-les-hi al govern dels Estats Units, però aquest ho va rebutjar, tenint Brady que vendre el seu estudi de Nova York, fent fallida. El Congrés li va pagar 25 000 dòlars el 1875, però ja es trobava en una profunda crisi.
Deprimit per la seva situació econòmica i devastat per la mort de la seva esposa el 1887, Brady es va tornar alcohòlic i va morir a l'Hospital Presbiteriano a Nova York. El seu funeral va ser finançat pels veterans del Setè d'Infanteria de Nova York i va ser enterrat en el Cementiri del Congrés de Washington.

## Galeria

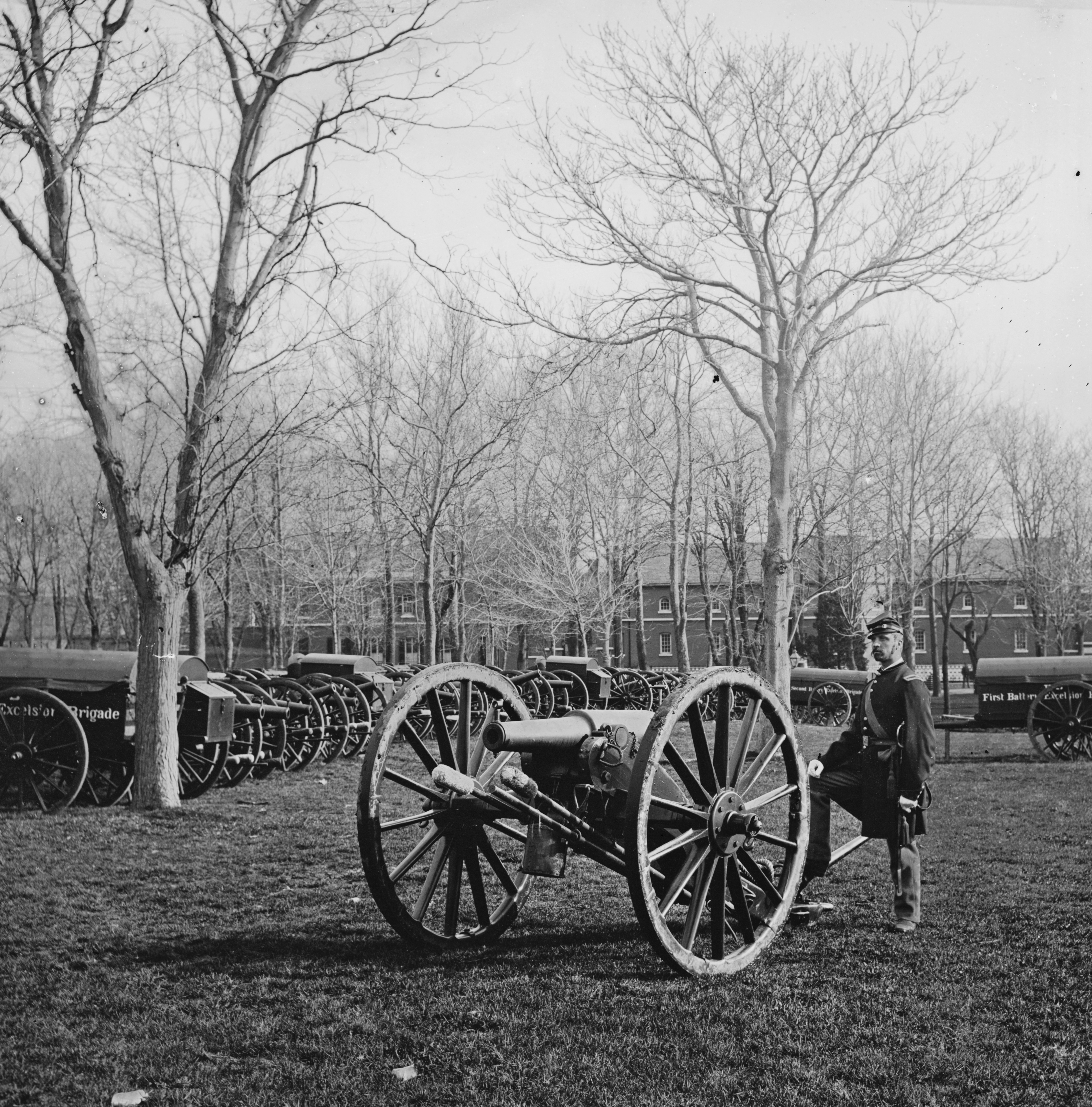
Soldat de guàrdia, Washington, D. de C., 1862.
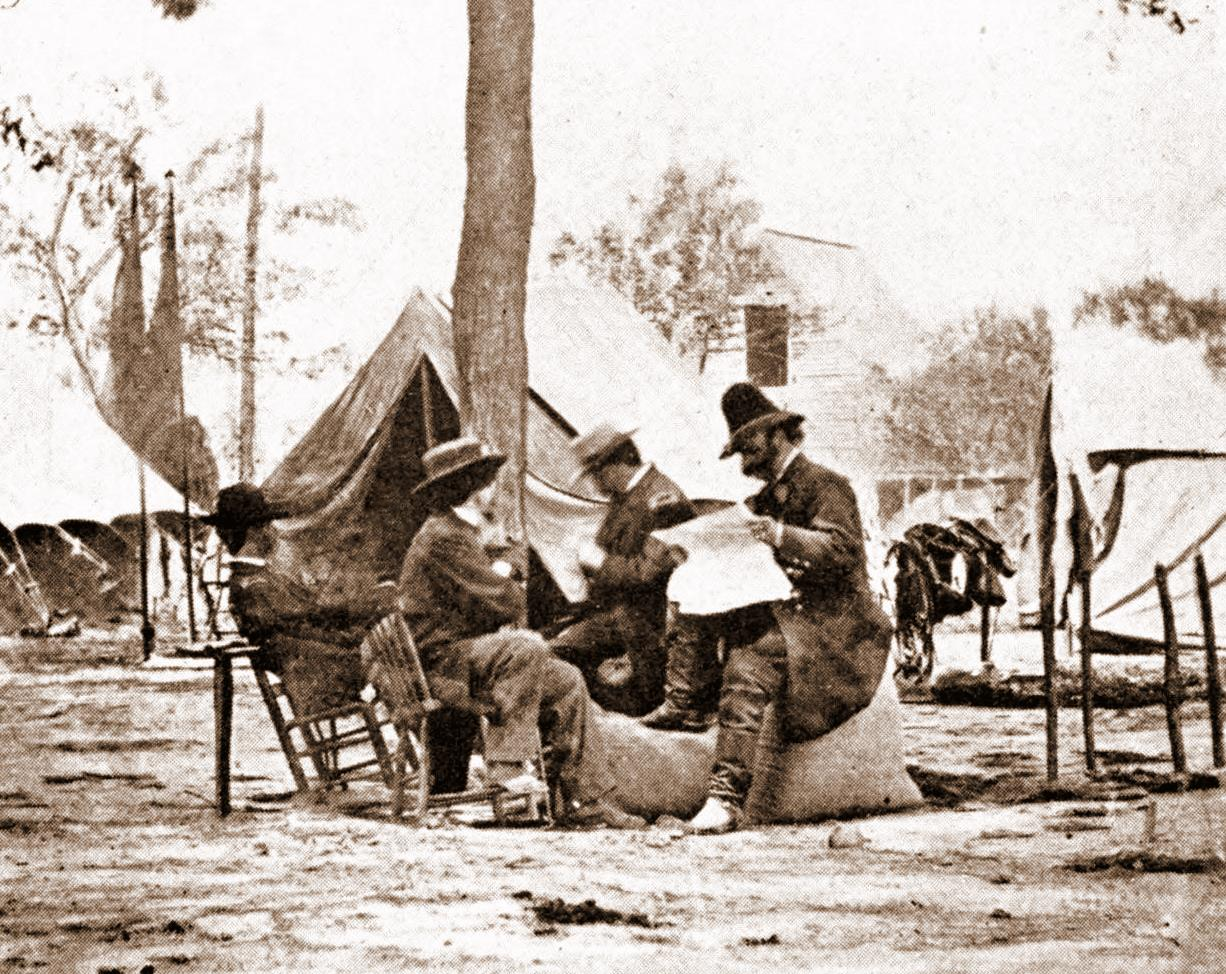
Brady (al centre) amb el general Ambrose Burnside (llegint un periòdic), presa després de l'atac a Fredericksburg.
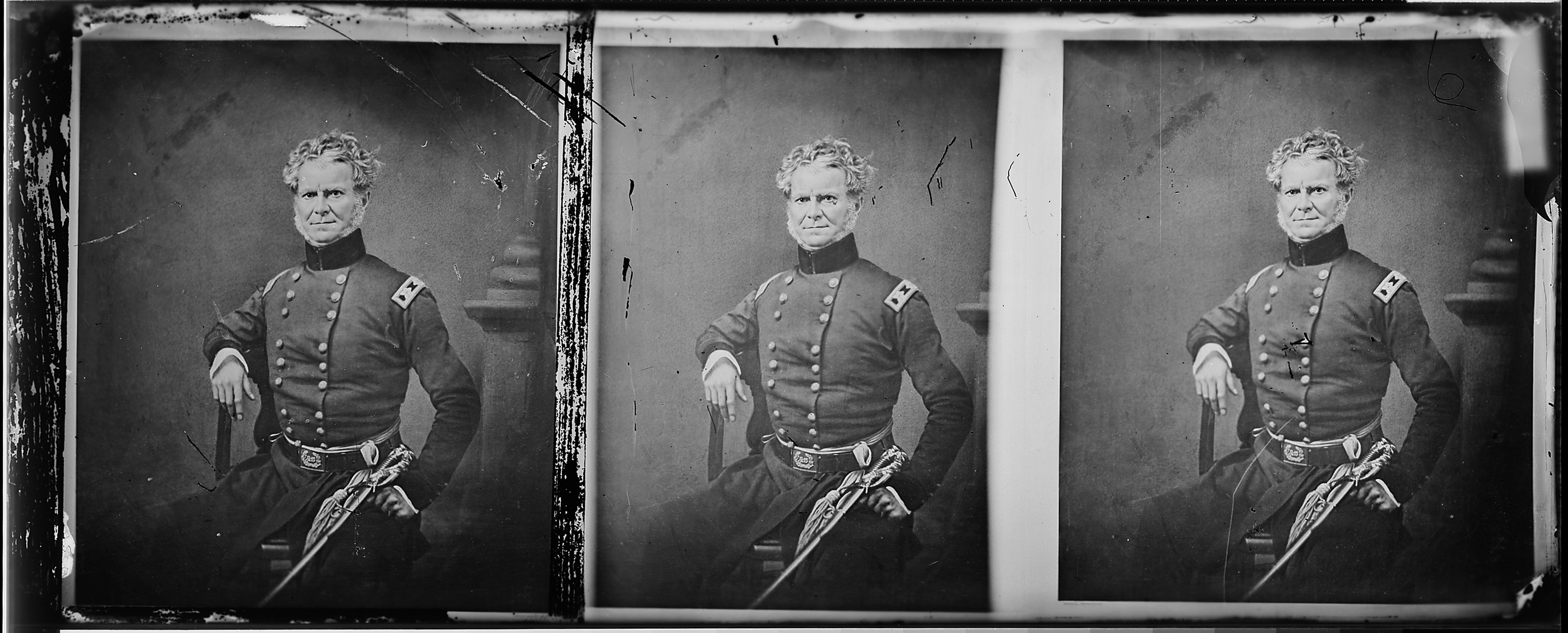
El general David Emanuel Twiggs.

Brady després del seu retorn de la Primera batalla de Bull Run.
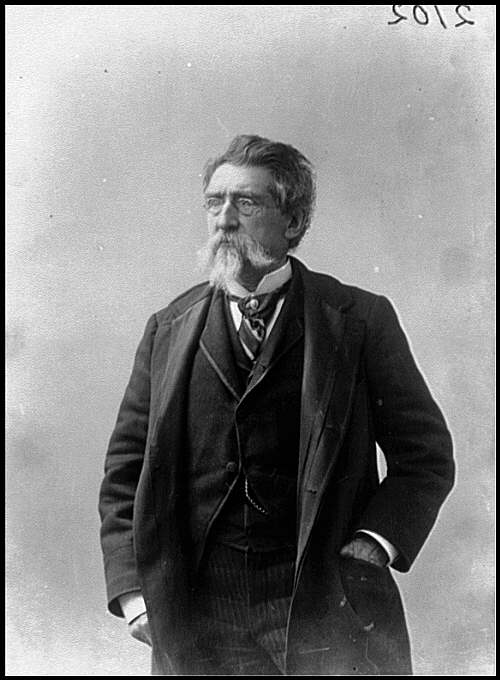
Brady, c. 1889
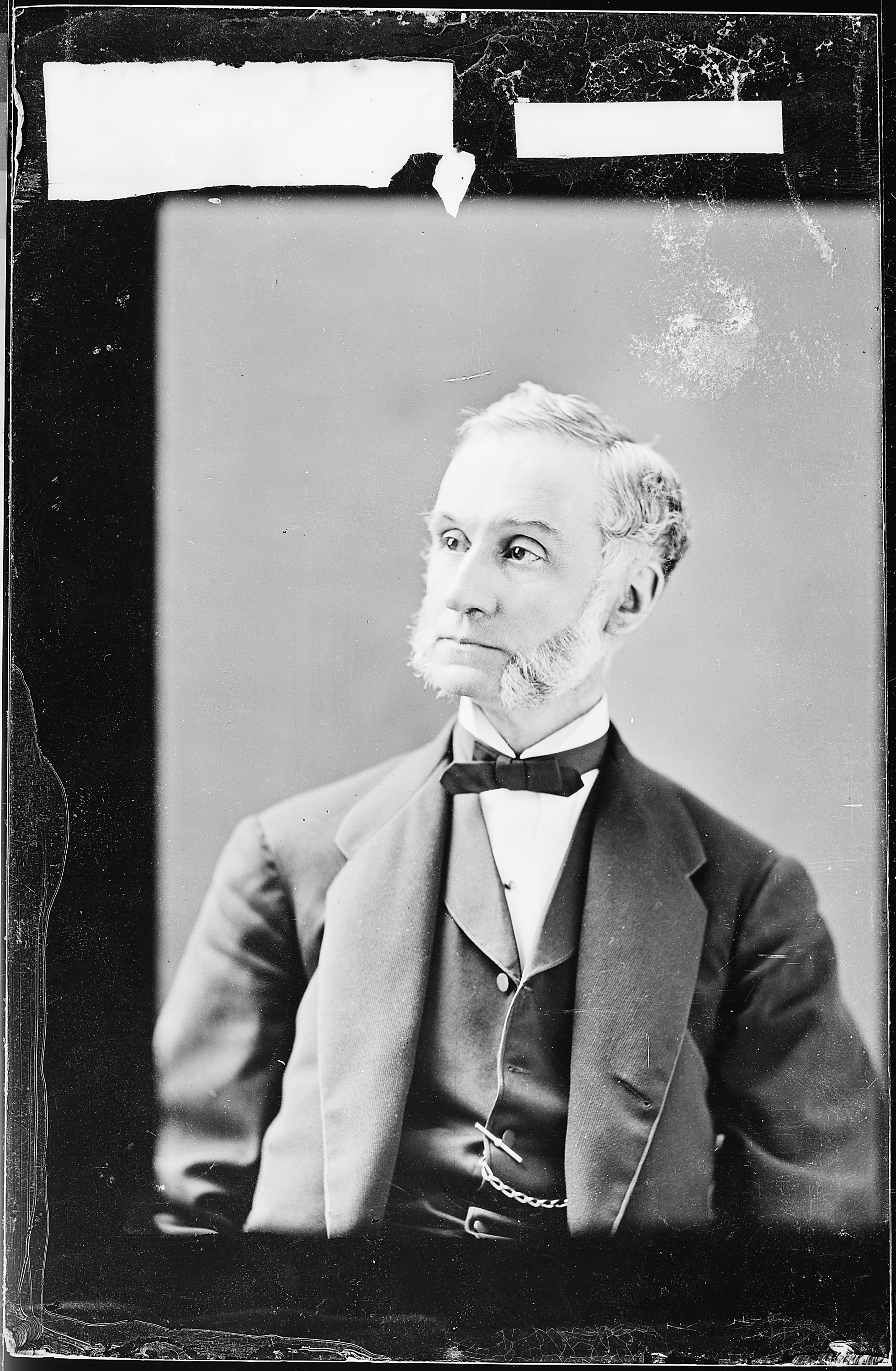
Agnew, per Brady.